# マニサレス
マニサレス（西: Manizales）は、コロンビア中央部の都市、自治体。コーヒー豆の産地であるカルダス県に属し、近くにはネバドデルルイス火山がそびえる。高等教育機関も多く置かれている。

## 地理
カルダス県は国内で最も小さい県のひとつで、その県都であるマニサレスはいくつもの尾根や急坂の上に築かれた非常に険しい街である。地震の危険性もあり、建築物の補修や安全な街づくりが課題となっている。たいへん急峻な地形だが、土壌が肥沃なため多くのコーヒー豆農園がある。「コロンビア コーヒー豆栽培基軸」の北側に位置し、付近には標高5321mのネバドデルルイス火山がある。

## 歴史
保革内戦の真っ只中の1849年10月12日に、ネイラやサラミーナからやって来たアンティオキアの20の探検隊によって建設された。名門大学の調査によると、他の人種や民族集団がこの街にやってくるまでは大多数が白人で、スペインと文化的・人種的に違いがほとんどなかった。タンゴが市民の娯楽として広く浸透している。

## 文化
この街の最も重要な文化的イベントは、ラテンアメリカ最大級の映画祭であるマニサレス国際映画祭と世界各国からミュージシャンが集うマニサレス・ジャズ・フェスティバルである。
マニサレス祭（フェリーア・デ・マニサレス）は、1951年に始まった当初は闘牛と典型的なパレードだったが、後に歓迎の意を表すため国際コーヒー美人コンテストなどのイベントが加わり、日取りも闘牛のシーズンにずらされた。現在では乗馬パレードなど催し物満載で、バランキジャーズ・カーニバルに次ぐ国内第二のお祭りに成長した。

## 博物館
- バンコ共和国金の博物館
- カルダス大学附属自然史博物館
- カルダス大学附属美術館
- カルダス大学附属考古学博物館
- カルダス大学附属植物園
- コロンビア国立大学附属科学・ゲーム博物館

## 祭事
- マニサレス祭（フェリーア・デ・マニサレス） - 1月
- 闘牛シーズン - 1月
- インターナショナル・クイーン・オブ・コーヒー - 1月（2015年、内田有理が優勝）
- イメージ・フェスティバル - 4月
- 国際映画祭 - 9月/10月
- マニサレス・ジャズ・フェスティバル - 9月/10月

## 教育
マニサレスはこの地域の文化的・教育的な中心地で、人口あたりの大学数は国内のどの都市より多い。市内には下記の6大学が所在し、合わせて3万人の学生が学んでいる。
- コロンビア国立大学
- マニサレス大学
- マニサレス自治大学
- マニサレス・カトリック大学
- ルイス・アミーゴ大学
- カルダス大学

## 経済
主力産業はコーヒー豆の生産・加工、鉄などの金属、自動車部品、食品、教育サービス。過去10年にスペインの大手企業が参入し、8000人以上の雇用を創出した。

## スポーツ
2004年度のコパ・リベルタドーレスで優勝したフットボールクラブ、オンセ・カルダスの本拠地としても知られる。

## 気候
| マニサレスの1971年から2000年の気候 | マニサレスの1971年から2000年の気候 | マニサレスの1971年から2000年の気候 | マニサレスの1971年から2000年の気候 | マニサレスの1971年から2000年の気候 | マニサレスの1971年から2000年の気候 | マニサレスの1971年から2000年の気候 | マニサレスの1971年から2000年の気候 | マニサレスの1971年から2000年の気候 | マニサレスの1971年から2000年の気候 | マニサレスの1971年から2000年の気候 | マニサレスの1971年から2000年の気候 | マニサレスの1971年から2000年の気候 | マニサレスの1971年から2000年の気候 |
| 月                                 | 1月                                | 2月                                | 3月                                | 4月                                | 5月                                | 6月                                | 7月                                | 8月                                | 9月                                | 10月                               | 11月                               | 12月                               | 年                                 |
| ---------------------------------- | ---------------------------------- | ---------------------------------- | ---------------------------------- | ---------------------------------- | ---------------------------------- | ---------------------------------- | ---------------------------------- | ---------------------------------- | ---------------------------------- | ---------------------------------- | ---------------------------------- | ---------------------------------- | ---------------------------------- |
| 平均最高気温 °C （°F）             | 22.0 (71.6)                        | 22.0 (71.6)                        | 22.0 (71.6)                        | 21.5 (70.7)                        | 21.2 (70.2)                        | 21.1 (70)                          | 21.6 (70.9)                        | 21.7 (71.1)                        | 21.2 (70.2)                        | 20.7 (69.3)                        | 20.8 (69.4)                        | 21.3 (70.3)                        | 21.4 (70.5)                        |
| 平均最低気温 °C （°F）             | 11.2 (52.2)                        | 11.5 (52.7)                        | 11.9 (53.4)                        | 12.3 (54.1)                        | 12.5 (54.5)                        | 12.4 (54.3)                        | 12.0 (53.6)                        | 12.0 (53.6)                        | 11.9 (53.4)                        | 11.8 (53.2)                        | 11.6 (52.9)                        | 11.3 (52.3)                        | 11.8 (53.2)                        |
| 雨量 mm （inch）                   | 98 (3.86)                          | 92 (3.62)                          | 134 (5.28)                         | 167 (6.57)                         | 154 (6.06)                         | 91 (3.58)                          | 64 (2.52)                          | 75 (2.95)                          | 138 (5.43)                         | 190 (7.48)                         | 167 (6.57)                         | 125 (4.92)                         | 1,495 (58.86)                      |
| 出典：                             |                                    |                                    |                                    |                                    |                                    |                                    |                                    |                                    |                                    |                                    |                                    |                                    |                                    |

## 姉妹都市
- ロサリオ（アルゼンチン）
- モントリオール（カナダ）
- リスボン（ポルトガル）
- オックスフォード（イングランド）
- バレンシア（スペイン）
- バルセロナ（スペイン）

## 出身者
- エルキン・ソト - サッカー選手
- クリスティアン・ボニージャ - サッカー選手
- フアン・アグデロ - サッカー選手